# Glaciar Dawson-Lambton
El glaciar Buenos Aires (según Argentina) o glaciar Dawson-Lambton se encuentra en el sector sudeste del mar de Weddell, a 17 km al noreste del glaciar Hayes. Fue descubierto en enero de 1915, durante una expedición de Ernest Shackleton.
El glaciar fue nombrado en honor a Elizabeth Dawson-Lambton, quien fuera una de las patrocinadoras de la expedición de Shackleton.